# 民主社会党 (韓国)
民主社会党は、第五共和国時代の韓国に存在した民主社会主義政党である。略称は民社党。

## 概要
粛軍クーデター後の1980年5月に発生した5・17クーデターによって、既成政党は解散され政治活動は禁止されていた。しかし1980年11月に政治活動の自由化措置が講じられると、今まで統一社会党などで細々と活動していた進歩主義系の政客が中心となって新党結成に動き、1981年1月に民主社会党を結成。総裁（党首）に高貞勳（고정훈コ・ジョンフン）を選出し、議会制民主主義の確立・経済産業民主主義の制度化・混合経済体制の実施・合意に基づく民主的平和統一を綱領として採択した。
1981年3月の総選挙では、高党首ら2人が当選。更なる党勢拡大を図って翌1982年3月には新政党と合併して新政社会党（신정사회당、略称：新社党）と改称するものの、1985年の総選挙では当選者は1人にとどまり高党首も落選。唯一の当選者である金琫鎬も離党して新韓民主党に加わったため、国会の議席を失った。その後新社党は、社会主義運動家である金哲が結成した社会民主党に吸収統合された。
日本の民主社会主義政党である民社党とは、党員の派遣を行った他（1982年、1984年）、1984年4月の民社党第29次党大会に視察団を派遣した。また民社党側も、1983年11月に小西博行参議院議員を団長とする訪韓団を派遣し、新社党本部を訪問し、高貞勳総裁と会談を持つなど友好関係にあった。

## 総選挙
| 代           | 年月日        | 議席数 （地域区＋全国区） | 得票率 |
| ------------ | ------------- | ------------------------- | ------ |
| 第11代総選挙 | 1981年3月25日 | 2（2＋0）                 | 0.7%   |
| 第12代総選挙 | 1985年2月12日 | 1（1＋0）                 | 0.3%   |